# علم البيئة القديمة

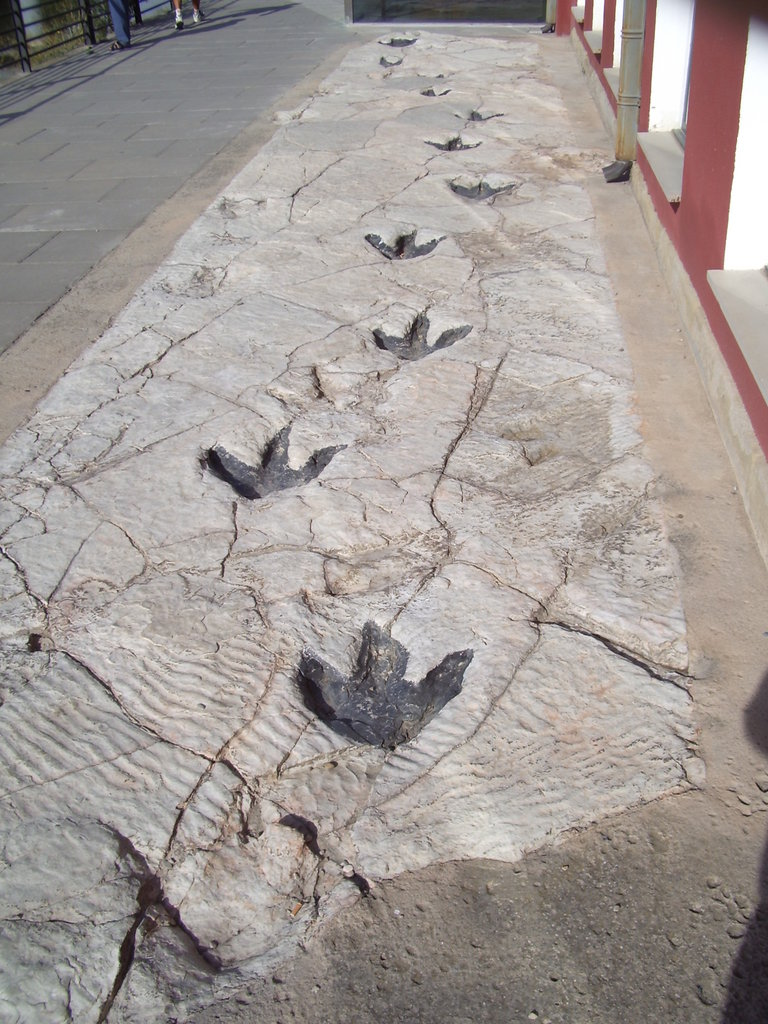
الصورة توضح آثار أقدام الديناصورات في لاريوخا (متحف العلوم في لوغرونيو)

علم البيئة القديمة أو علم التبيؤ القديم (بالإنجليزية: Paleoecology أو palaeoecology)‏، هو فرع من فروع علم الحياة القديمة، يهتم بدراسة العلاقة بين الكائنات الحية القديمة وبيئة معيشتها. وهو العلم الذي يدرس البيئة في الزمن الجيولوجي، والعلاقات ما بين المتعضيات الأحفورية وما بينها وبين البيئات التي عاشت فيها، وكما هي الحال في الدراسات المتعلقة بالكائنات الحية. كما أنه يدرس الظروف الحياتية والبيئية التي كانت سائدة في العصور القديمة. ويتناول علم البيئة القديمة بدراسة جميع البيئات القديمة البحرية والمالحة والعذبة والبرية، وقد حظيت البيئات البحرية بالقسم الأكبر من اهتمام هذا العلم لأن معظم الأحافير المكونة للسجل الاحفوري توجد في الرواسب البحرية. تعتبر الصور المرئية للمجتمعات البحرية والبرية الماضية شكلاً مبكرًا من أشكال علم البيئة القديمة. مصطلح "البيئة القديمة" صاغه فريدريك كليمنتس في عام 1916.
تهدف علم البيئة القديمة إلى الاستنتاج والاستدلال على البيئات الطبيعية التي عاشت فيها المتعضيات الأحفورية، وذلك استناداً إلى الدراسات الأحفورية والدراسات المتعلقة بالتغيرات البيئية، كما يهدف هذا العلم أيضاً إلى التعرف على العلاقات التي كانت تربط بين المتعضيات الأحفورية في البيئات القديمة المتغيرة.
يتصل علم البيئة القديمة اتصالاً وثيقاً بعلم الأحياء القديمة وعلم وصف طبقات الأرض وغير ذلك من علوم الأرض، وهناك عدة مشاكل يواجهها عالم الأحافير لا يستطيع أن يتوصل إلى حل لها دون الاستعانة بعلم التبيؤ القديم. كما أن إلمام عالم طبقات الأرض بأسس وقواعد علم البيئة القديمة يساعده في التعرف على الظروف التي ترسبت بموجبها أنواع معينة من الصخور الرسوبية. ويفيد هذا العلم أيضاً الجيولوجي حيث يمكنه من معرفة المناطق البرية القديمة، وحدود البحار السابقة، والأحواض الرسوبية التي تعتبر ذات أهمية قصوى في عمليات البحث عن التراكمات البترولية والرواسب المعدنية.

## العصر الرباعي
نظرًا لأن العصر الرباعي ممثل بشكل جيد في السجلات الممتدة جغرافيًا وعالية الدقة الزمنية، فإن العديد من الفرضيات الناشئة عن الدراسات البيئية للبيئات الحديثة يمكن اختبارها على نطاق الألفية باستخدام البيانات البيئية القديمة. بالإضافة إلى ذلك، توفر هذه الدراسات خطوط أساس تاريخية (ما قبل التصنيع) لتكوين الأنواع وأنظمة الاضطراب لاستعادة النظم الإيكولوجية، أو تقدم أمثلة لفهم ديناميات تغير النظم الإيكولوجية خلال فترات التغيرات المناخية الكبيرة. تُستخدم دراسات البيئة القديمة لإرشاد جهود الحفظ والإدارة والترميم. على وجه الخصوص يعد علم البيئة القديمة الذي يركز على الحرائق مجالًا دراسيًا إعلاميًا لمديري الأراضي الذين يسعون إلى استعادة أنظمة حرائق النظام البيئي.